# Rue Valentin-Haüy
Pour les articles homonymes, voir Haüy.
La rue Valentin-Haüy est une rue du 15e arrondissement de Paris, en France.

## Situation et accès
La rue Valentin-Haüy (Haüy se prononce \a.y.i\, « A-U-I ») se situe entre le point de concours de l'avenue de Breteuil, l'avenue de Saxe et la rue Duroc (matérialisé par la place de Breteuil) et le début de l'avenue de Suffren.
La rue se divise en quatre pâtés de maisons communs avec la rue Rosa-Bonheur et la rue César-Franck. Elle est perpendiculairement coupée par la rue Bouchut en son premier tiers. Cette section a l'originalité de présenter un mini rond-point avec, en guise de terre-plein central, une fontaine d'eau potable, la fontaine du puits de Grenelle célébrant Bouchut, Valentin Haüy, Rosa Bonheur et Louis-Georges Mulot. Cette place est nommée « place Georges-Mulot » en l'hommage de l'ingénieur qui construisit les premiers puits artésiens de Paris à cet emplacement en 1845.
La rue, malgré sa faible fréquentation piétonne, possède plusieurs commerces liés à différentes activités : boulangerie, librairie, syndic, institut de beauté, agence immobilière, etc. C'est une particularité de cette rue par rapport aux autres rues du quartier que sont les rues César-Franck, Rosa-Bonheur, Bouchut ou même la rue Barthélémy, quant à elles quasi totalement dépourvues de commerces.
Le rue Valentin-Haüy a une longueur approximative de 150 mètres, et une largeur (d'immeuble à immeuble) d'environ 15 mètres.
Le quartier est desservi par la ligne de métro 10 à la station Ségur.

## Origine du nom

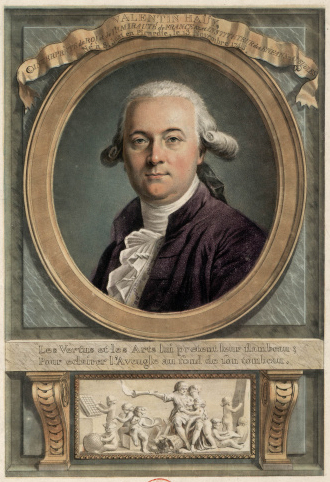
Valentin Haüy.

Elle doit son nom à Valentin Haüy, qui fonda la première école pour aveugles, devenue depuis l'Institut national des jeunes aveugles. Une association créée à son nom par Maurice de La Sizeranne siège rue Duroc, dans le prolongement de la rue Valentin-Haüy (de l'autre côté de la place de Breteuil). Son frère, le minéralogiste Just Haüy, possède en outre un hommage des plus prestigieux : son nom est l'un des 72 gravés au premier étage de la tour Eiffel.

## Historique
La voie est ouverte et prend sa dénomination actuelle en 1900 sur l’emplacement des anciens abattoirs de Grenelle.

## Bâtiments remarquables et lieux de mémoire

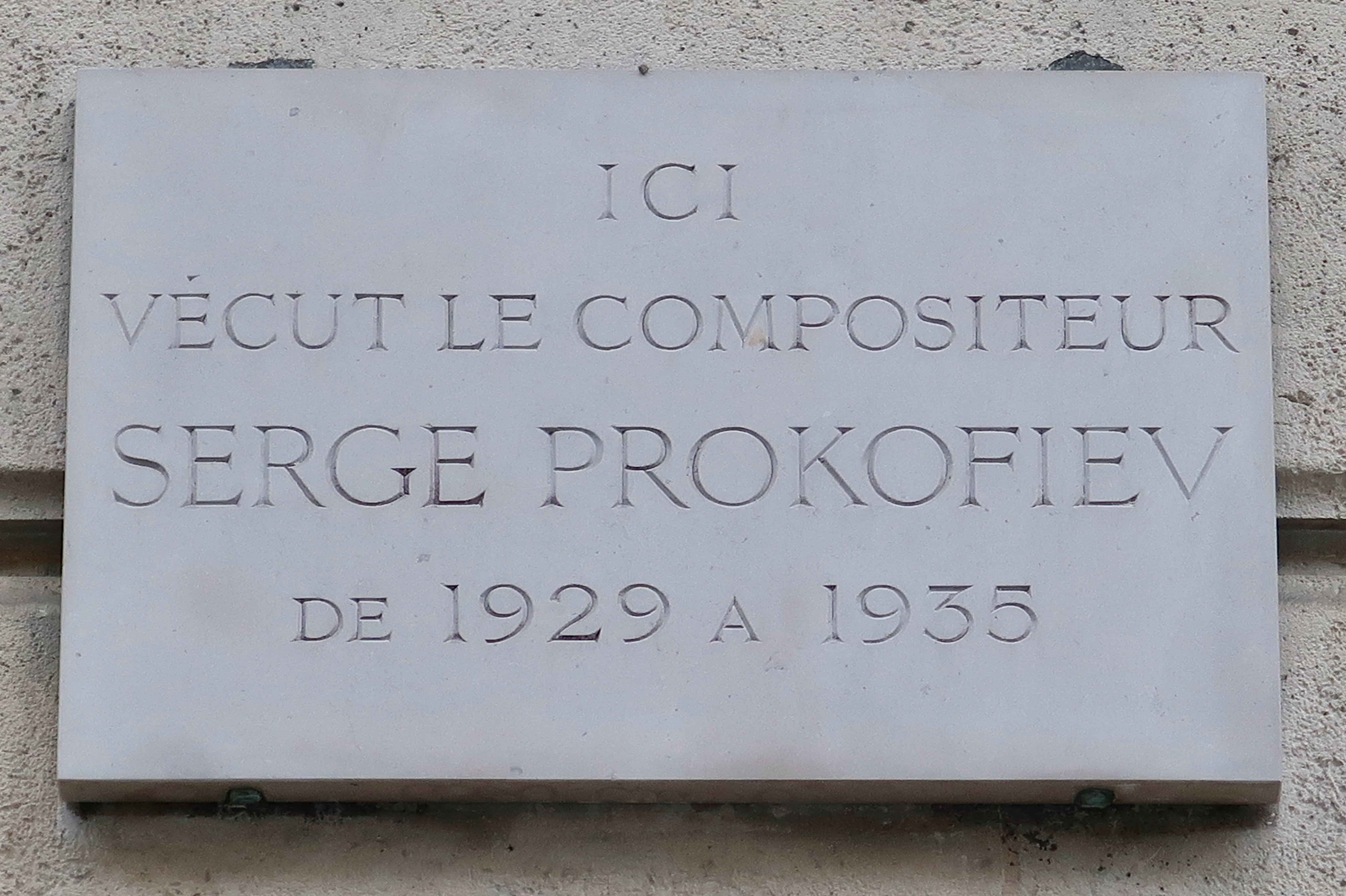
Plaque en hommage à Serge Prokofiev.

- No 5 : le musicien russe Serge Prokofiev (1891-1953) a habité à cette adresse de 1929 à 1935, comme le signale une plaque en façade[1].
- No 9 : immeuble de 1903 construit par l’architecte L.-P. Marquet, signé en façade.
- No 10 : immeuble de 1904 construit par l’architecte Paul Denis, signé en façade.
- No 11 : immeuble de 1904 construit par l’architecte Louis Martin, signé en façade. Le compositeur Florent Schmitt (1870-1958) a habité à cette adresse[2].
- No 11 bis : immeuble de 1904 construit par l’architecte Paul Denis, signé en façade.
- No 16 : l’écrivain français Willy (1859-1931) a résidé à cette adresse[3].

## Dans les médias
La rue Valentin-Haüy ainsi que les autres rues du quartier ont la particularité d'avoir été le lieu de tournage de beaucoup de films, téléfilms et spots publicitaires (Rush Hour 3, San Antonio, Tais-toi !, Berlin, The Killer...).

## Galerie

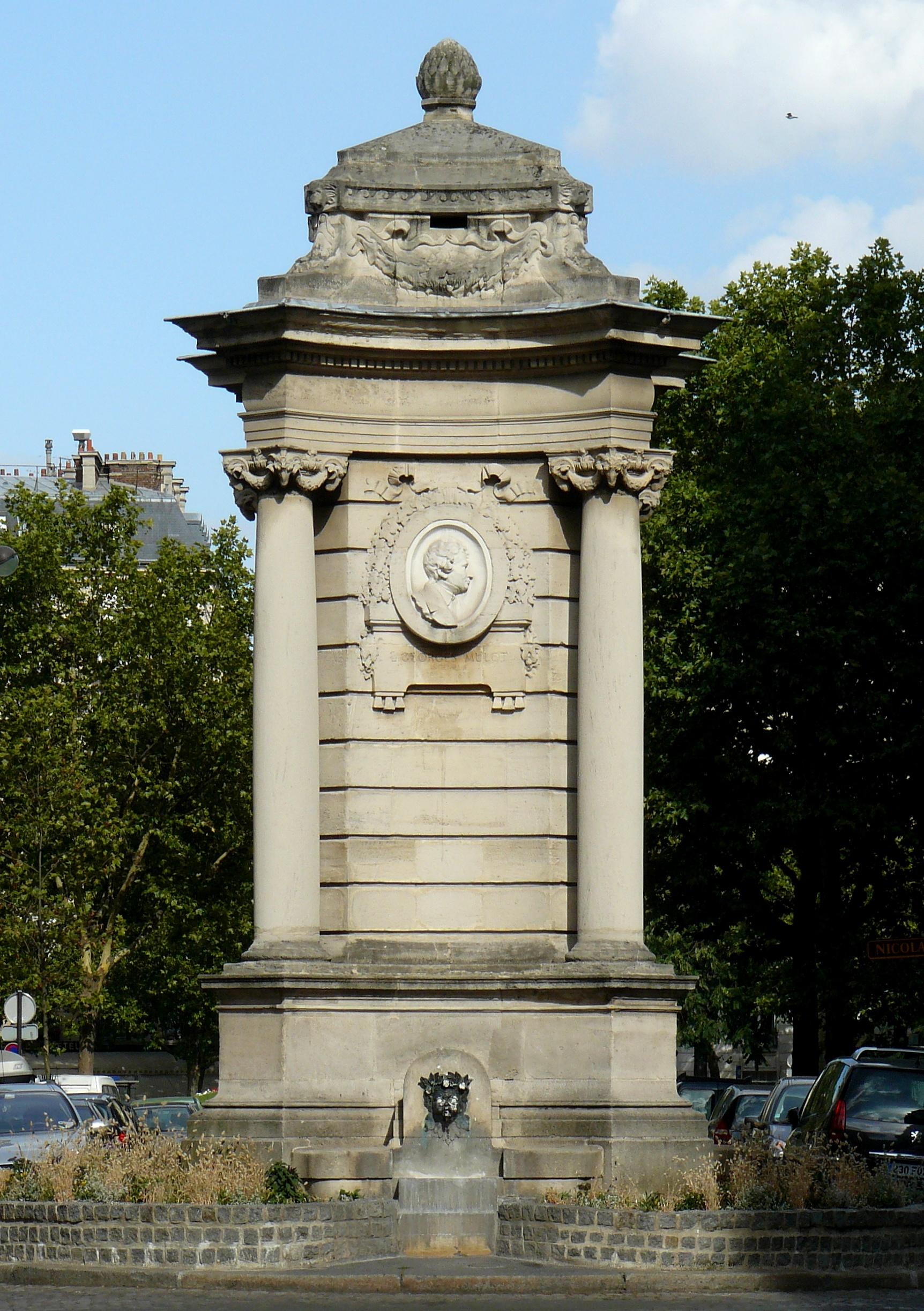
La fontaine, place Georges-Mulot.
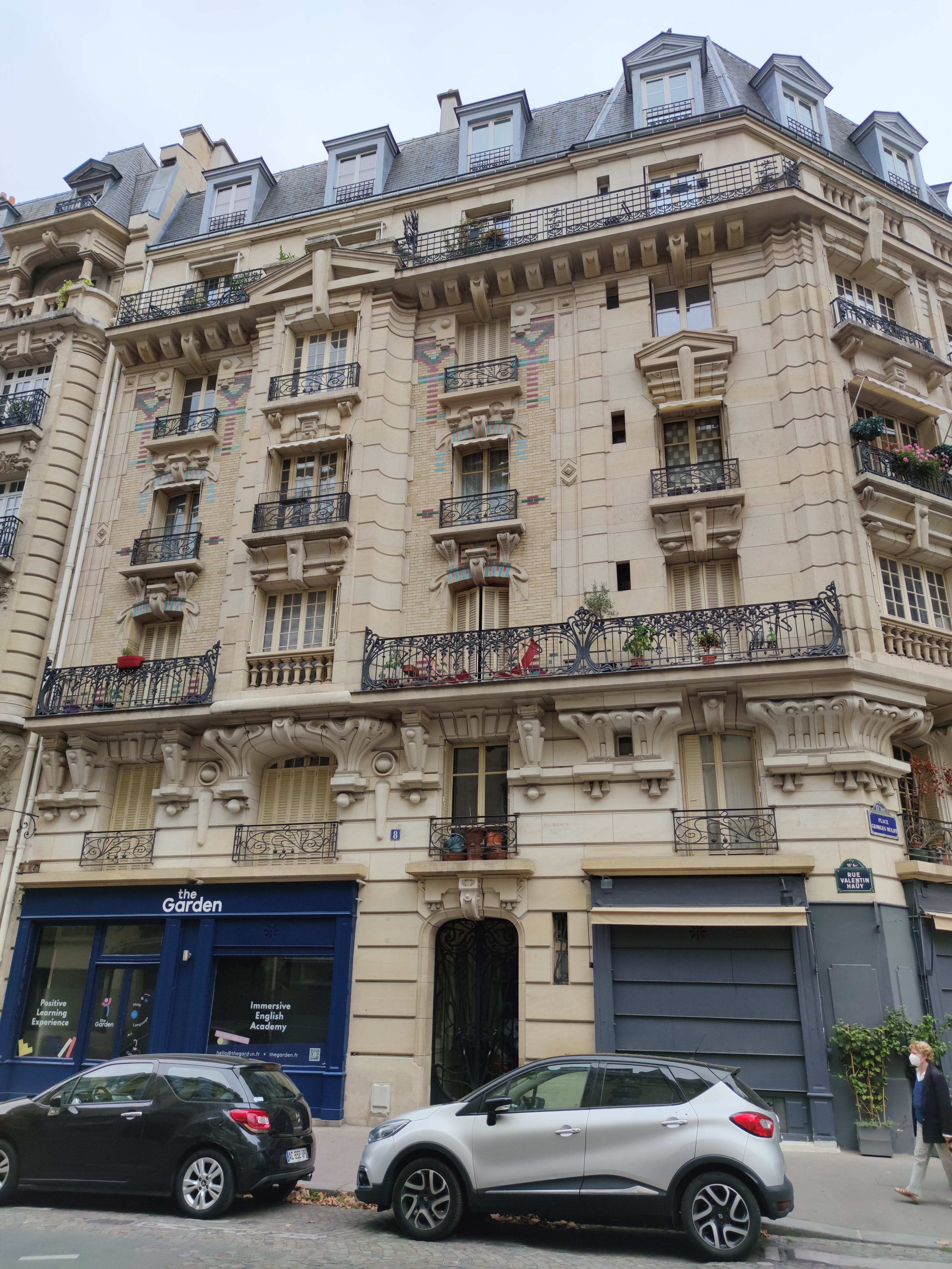
No 8 .
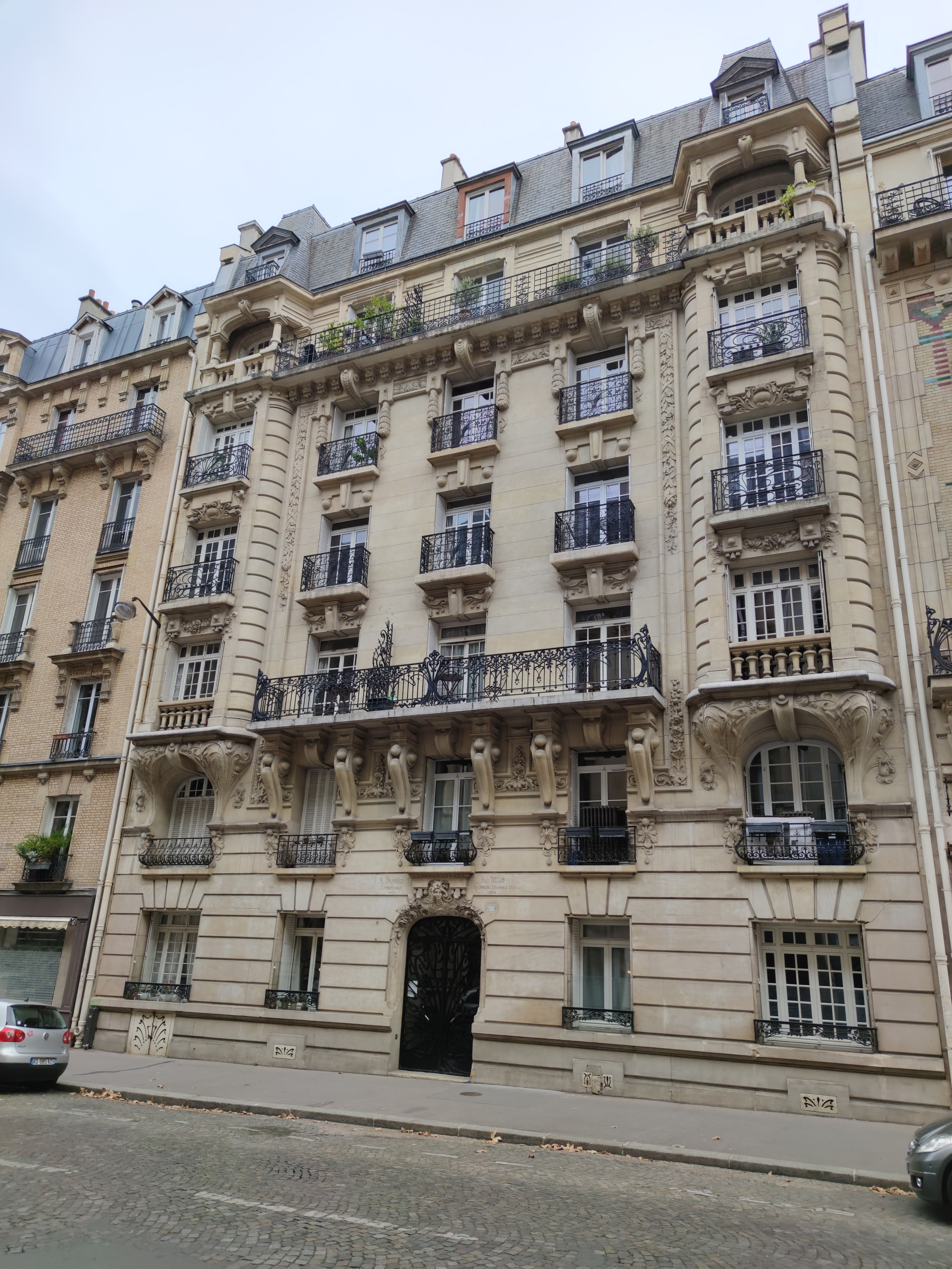
No 10 .
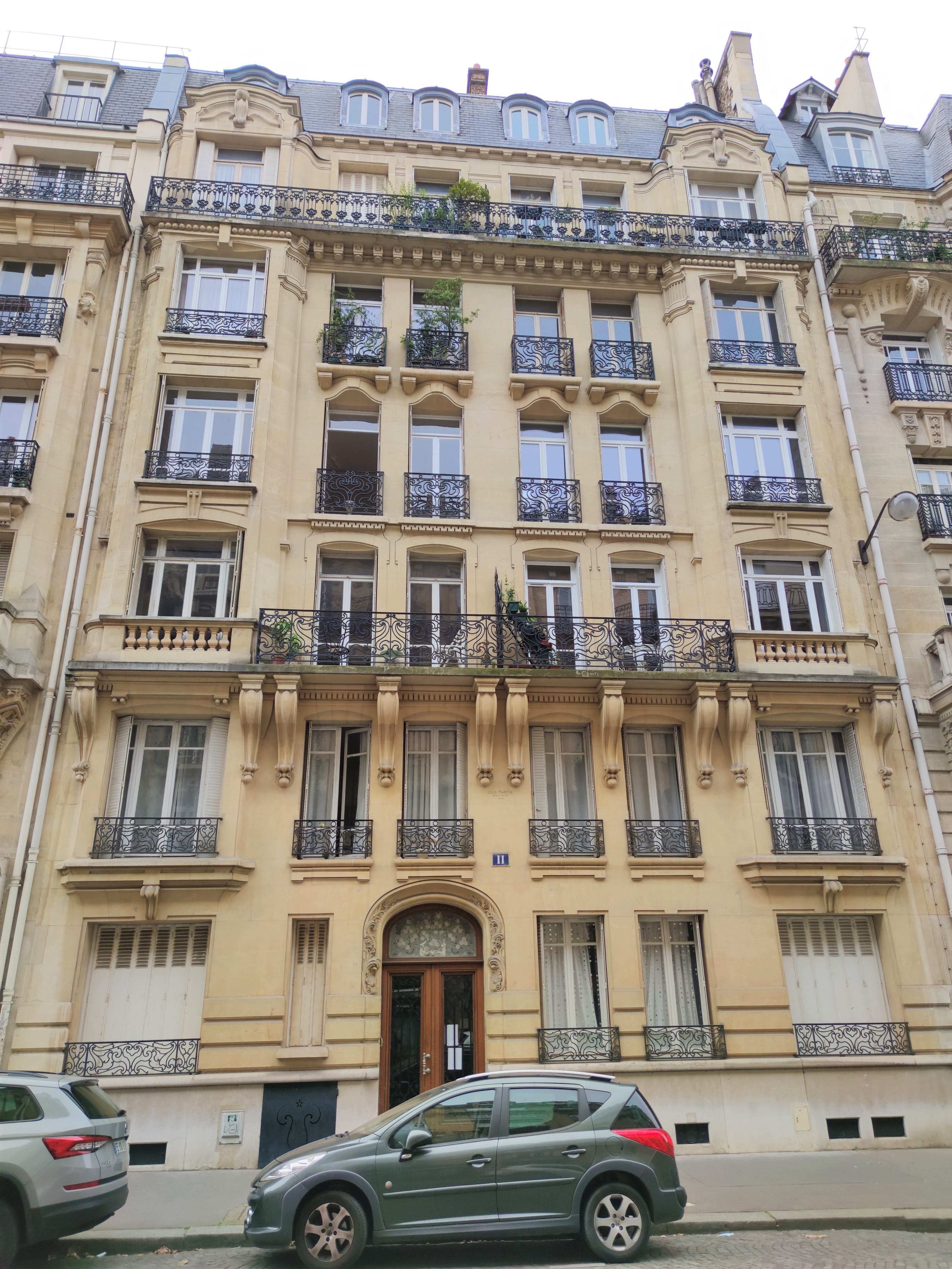
No 11 .
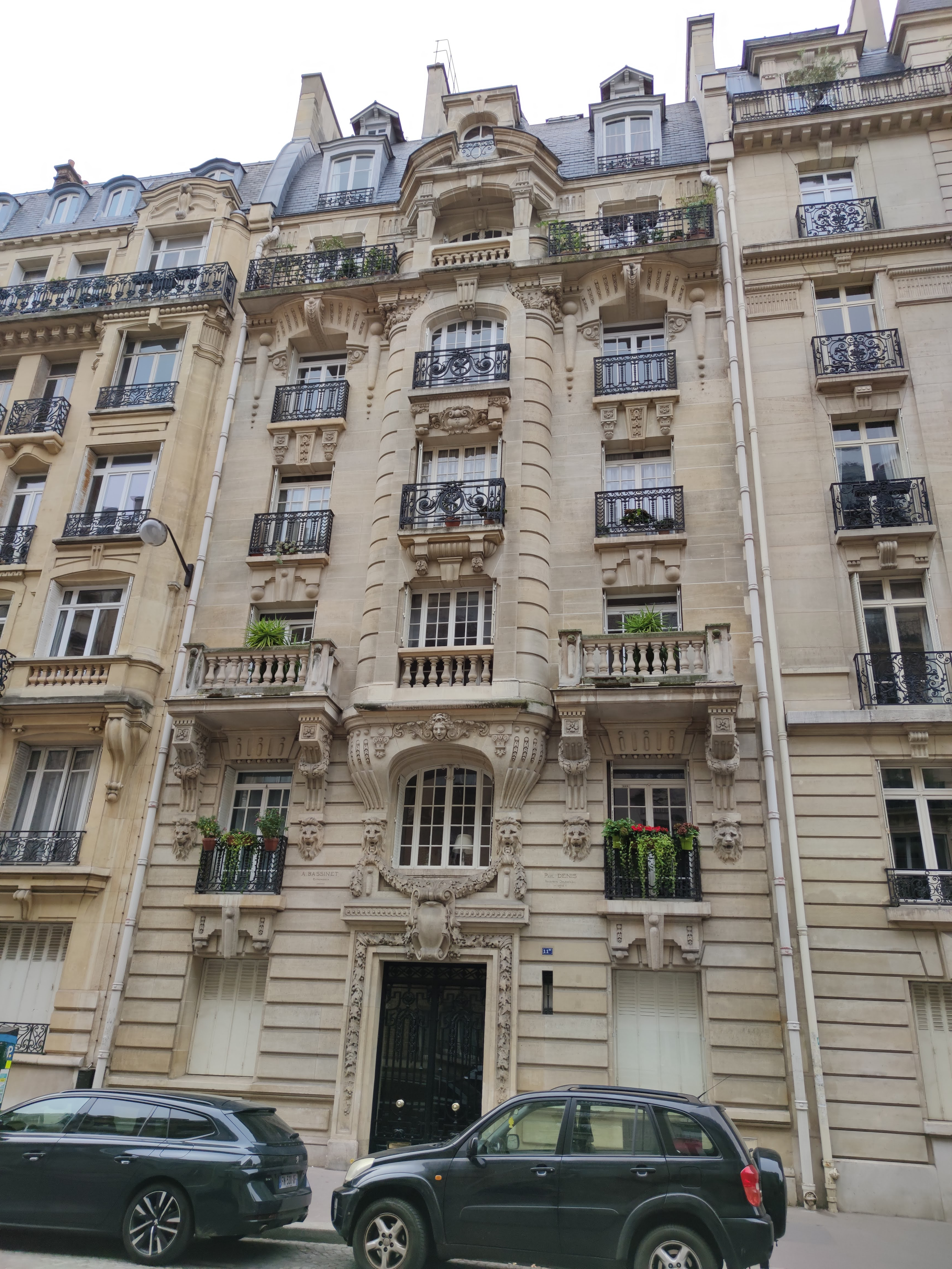
No 11 bis .